# Phương ngữ tiếng Triều Tiên

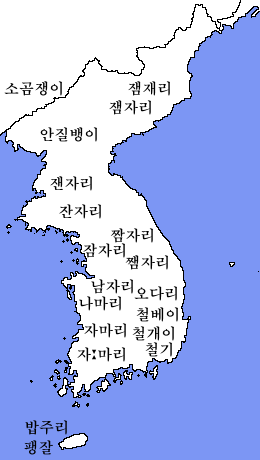
Các từ biểu thị "chuồn chuồn" (Tiếng Triều Tiên chuẩn 잠자리).

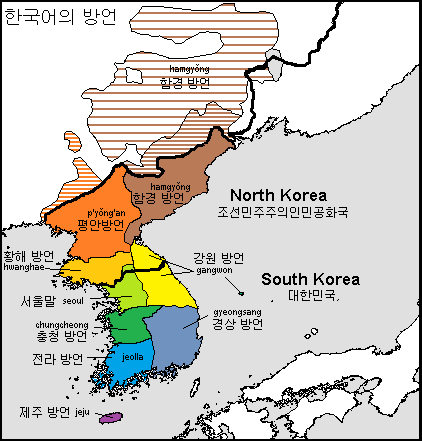
Các phương ngữ trong tiếng Triều Tiên

Nhiều phương ngữ tiếng Triều Tiên được sử dụng tại bán đảo Triều Tiên. Bán đảo này có địa hình chủ yếu là núi cao, do đó mỗi vùng địa lý có một phương ngữ khác nhau. Hầu hết các phương ngữ được đặt tên theo các tỉnh trong hệ thống Triều Tiên bát đạo.

## Tiếng Triều Tiên Chuẩn
- Ở Hàn Quốc, tiếng Triều Tiên chuẩn (표준어/標準語) được xây dựng dựa trên giọng Seoul, tuy nhiên có xu hướng tránh dùng những từ ngữ, cấu trúc chỉ có ở phương ngữ Seoul.
- Ở Triều Tiên, giọng chuẩn là giọng Seoul, chứ không phải giọng P'yŏng'an.[1] Phương ngữ hai miền Nam - Bắc Triều Tiên tuy có những điểm khác nhau nhưng vẫn có thể hiểu lẫn nhau. Một điểm nổi bật của sự khác biệt này là tiếng Triều Tiên ở CHDCND Triều Tiên có rất ít từ mượn tiếng Anh. Thay vào đó, người ta dùng những từ ngữ thuần Triều Tiên, hoặc tạo ra những từ mới.

## Các phương ngữ
- Các phương ngữ Hamgyŏng (함경 방언), hay giọng Đông Bắc. Phân bố tại vùng Hamgyŏng (Kwanbuk & Kwannam), phía đông bắc P'yŏng'an, tỉnh Ryanggang của CHDCND Triều Tiên và Khu tự trị Diên Biên ở phía bắc Trung Quốc, thuộc tỉnh Cát Lâm). Có chín nguyên âm: tám nguyên âm chuẩn và ö.
- Giọng Tây Bắc
  - Các phương ngữ P'yŏng'an (평안 방언) tại Bình Nhưỡng, vùng P'yŏng'an, tỉnh Chagang, và tỉnh Liêu Ninh ở Trung Quốc.
  - Các phương ngữ Hwanghae (황해 방언) ở Hwanghae (Haesŏ), thường được xếp vào nhóm phương ngữ miền Trung.[1]
  - Phương ngữ Yukchin ở vùng Yukchin xưa, nay là phía bắc tỉnh Bắc Hamgyŏng. Mặc dù ở khá xa so với P'yŏng'an nhưng giọng Yukchin lại giống với phương ngữ P'yŏng'an hơn giọng Hamgyŏng.[1]
- Các phương ngữ miền Trung Triều Tiên[1] ở các tỉnh biên giới:
  - Phương ngữ Seoul (서울말), cũng được gọi là Gyeonggi ở Gyeonggi, Incheon, Seoul (Hàn Quốc) và Kaesŏng (CHDCND Triều Tiên). Đây là cơ sở cho giọng chuẩn Triều Tiên.
  - Các phương ngữ Yeongseo (영서 방언) ở vùng Yeongseo của tỉnh Gangwon Hàn Quốc và tỉnh Kangwon của CHDCND Triều Tiên, đến phía tây dãy núi Taebaek. Mặc dù được xem là một nhánh của phương ngữ Gangwon (강원 방언) nhưng giọng Yeongso lại khá khác biệt so với Yeongdong ở phía tây dãy núi.
  - Các phương ngữ Chungcheong (충청 방언) tại vùng Chungcheong(Hoseo) của Hàn Quốc, gồm cả thành phố Daejeon.
- Các phương ngữ Yoengdong (영동 방언), được nói tại vùng Yeongdong của tỉnh Gangwon Hàn Quốc và tỉnh Kangwon của CHDCND Triều Tiên, đến phía đông dãy núi Taebaek. Cũng được xem là một nhánh của phương ngữ Gangwon (강원 방언) nhưng khá khác biệt với giọng Yeongso.[1]
- Các phương ngữ Gyeongsang (경상 방언), cũng được gọi là phương ngữ Đông Nam, được nói tại vùng Gyeongsang (Yeongnam) của Hàn Quốc, kể cả các thành phố Busan, Daegu và Ulsan. Phương ngữ này dễ phân biệt với giọng Seoul do có cao độ đa dạng hơn. Có sáu nguyên âm: i, e, a, eo, o, u.
- Các phương ngữ Jeolla (전라 방언) hay phương ngữ Tây Nam tại vùng Jeolla (Honam) của Hàn Quốc và thành phố Gwangju. Có mười nguyên âm: i, e, ae, a, ü, ö, u, o, eu, eo.
- Phương ngữ Jeju (제주 방언) tại đảo Jeju phía tây nam Hàn Quốc, đôi khi được coi như một ngôn ngữ riêng.[2] Phương ngữ này vân giữ được chín nguyên âm của tiếng Triều Tiên trung đại, kể cả âm arae-a (ɔ) và có thể có thêm các phụ âm khác.

## Ngoài bán đảo Triều Tiên
- Koryo-mar (Корё мар/고려말, tiếng Triều Tiên chuẩn: 중앙아시아 한국어), bắt nguồn từ phương ngữ Hamgyŏng, là phương ngữ của những người thuộc dân tộc Triều Tiên sống ở những quốc gia Xô viết cũ, có nhiều từ mượn tiếng Nga và các ngôn ngữ Turk.
- Tiếng Triều Tiên Zainichi (재일어; 재일조선어) là phương ngữ của những người Zainichi Triều Tiên tại Nhật Bản; chịu ảnh hưởng mạnh mẽ từ tiếng Nhật.
- Người Triều Tiên tại Trung Quốc có Tiếng Triều Tiên Trung Quốc nói gần giống phương ngữ Hamgyŏng, chỉ khác ở chỗ có một số từ vay mượn từ tiếng Hán.